# 歐丁玉
歐丁玉（英語：Michael Au Ting Yuk，1957年11月6日—），是香港知名的音樂監製，也是香港知名歌手张学友、陳慧嫻、鄭中基所指定的唱片製作人。歐丁玉曾十四度獲得香港電台和電視台最佳製作人大獎，也都是他與陳慧嫻、張學友合作所帶來的。近年來他開始發掘新人，並積極幫助張學友籌建自己的音樂工作室。外界有傳他與毛舜筠的丈夫區丁平可能是親兄弟，歐丁玉於2020年4月的廣播節目《守下留情》中已清楚說明他們沒有血緣關係。

## 背景
歐丁玉有兩個母親，自己在一共十二名兄弟姊妹中排行第七。他是客家人，早年於新界荃灣一帶成長，父親在上水以飼養觀賞魚為生。童年時不多與他人接觸，喜歡獨處。歐丁玉小學時期的成績不好，後在尖沙咀就讀中學。中學畢業後到一間銀行任職文員，同時到夜校和電子專業學校（全日制；為期兩年）進修，並為了吸引異性注意而考獲第一名。有一次他於楊屋村鄰居家中學習彈奏結他，自此開始接觸音樂。歐丁玉往後繼續深造音樂，透過朋友認識了關維麟而在1982年成為寶麗金唱片的音樂工程師，負責維修與複製及剪裁音樂聲帶。轉職原因出於歐覺得銀行工作沉悶。及後開始參與唱片監製的工作。他早於1983年便開始與跨界文化人泰迪羅賓聯合監製概念專輯《天外人》，作為試升為正式歌曲監製的條件，於1984年正式任獨立歌曲監製，為前歌手蔣麗萍製作歌曲〈我為你狂〉。歐一直都是張學友和陳慧嫻二人的監製。他為人低調，雖然貴為香港音樂界的金牌監製，但很少在傳媒以及公開場合露面。1990年代初期，他曾與张学友合唱過《煙花句》（潘源良填詞，改編自日本歌手谷村新司和加山雄三的《重溫》）。歌詞寫出兩人的友情；這首歌也是他目前為止唯一一次公開演唱的歌曲。通常媒體以及歌迷只能在張學友或陳慧嫻的演唱會上才會見到歐丁玉本人，而且都是一些帶有表演性質的電台或者電視台小型演唱會。歐曾六次獲得香港十大中文金曲獎的「最佳唱片監製大獎」，有關唱片大多是張學友的作品。
2006年，歐丁玉離開香港音乐界到北京发展，於橙天娛樂集團旗下的橙天TOP ARTIST演藝學院擔任校長。2007年1月，張學友發行的國語專輯《在你身边》在大中華地區上市，這張專輯成為了張學友第一張沒有歐丁玉參與製作的唱片。其中第一主打歌《好久不見》的歌詞表達了張對歐的依依不舍與祝福。張學友還特別在這張專輯內的歌詞集寫下感謝歐丁玉的說話。在2008年，陳慧嫻復出樂壇。歐丁玉也為陳慧嫻新唱片再監制了數首新歌曲，如於2008年1月尾在電台熱播的《無名指》。2014年出席對方出道三十周年的演唱會。歐丁玉後來於2009年參與了環球唱片群星合輯《Uni-Power合唱造大力量》的監製工作。踏入2010年代往後，他多為不同歌手製作發燒唱片，處於半退休狀態。

## 個人生活
歐丁玉在1984年至1990年曾與陳慧嫻相戀，直至陳慧嫻前往美國留學便分手。此後在香港與現任妻子結婚。二人於1992年結婚後育有一子一女。

## 重要監製唱片作品
張學友唱片
- 1985年：Smile
- 1986年：遙遠的她AMOUR
- 1986年：情無四歸
- 1986年：相愛
- 1987年：JACKY張學友
- 1989年：只願一生愛一人
- 1990年：似曾相識
- 1990年：夢中的你
- 1991年：情不禁
- 1991年：一顆不變心
- 1992年：真情流露
- 1992年：愛火花
- 1993年：吻別
- 1993年：我與你
- 1993年：祝福
- 1994年：偷心
- 1994年：這個冬天不太冷
- 1995年：擁友
- 1995年：過敏世界
- 1996年：忘記你我做不到
- 1996年：不老的傳說
- 1997年：想和你去吹吹風
- 1998年：釋放自己
- 1998年：不後悔
- 1998年：有個人
- 1999年：走過1999
- 2000年：Touch of Love
- 2001年：天下第一流
- 2001年：熱
- 2002年：他在那裡
- 2004年：Life Is Like A Dream

陳慧嫻唱片
- 1986年：反叛
- 1986年：跳舞街/反叛（橙膠33轉 Remix EP）
- 1987年：變、變、變
- 1988年：嫻情
- 1988年：傻女
- 1988年：Remix
- 1988年：Priscilla Chan Remix
- 1988年：秋色
- 1989年：永遠是你的朋友
- 1990年：永遠是你的陳慧嫻
- 1991年：Get Up and Dance
- 1992年：歸來吧
- 1993年：你身邊永是我
- 1994年：今天的愛人是誰陳慧嫻精選
- 1995年：Welcome Back
- 1996年：心滿意足
- 1996年：問題女人
- 1997年：心就要飛了
- 2000年：為你好

## 創作歌曲
- 1991年：唐韋琪 - 珍惜這夜晚（曲、監）[註 4]
- 1991年：張學友 - 我愛玫瑰園（曲、監）
- 1992年：張學友 - 獨尋醉（曲、監）
- 1993年：張學友 - 等你等到我心痛（編、監）
- 1994年：非常偵探
- 1994年：張學友 - 追鐘（編、監）
- 1994年：張學友 - 多愛一分鐘（編、監）
- 1994年：陳慧嫻 - 今天的愛人是誰（編、監）
- 2020年：鄭中基 - My Only One（編、監）
- 2021年：鄭中基 - 玩咗先至瞓（編、監）

## 參與節目
- 2003年：紅星追聲名歌SING（無綫電視）[15]

## 相關榮譽
- 1985年度第八屆十大中文金曲 － 最佳唱片監製獎：《Smile》歐丁玉、周華年[16]
- 1988年度叱咤樂壇流行榜頒獎典禮 － 叱咤樂壇唱片監製獎：歐丁玉
- 1989年度第十二屆十大中文金曲 － 最佳唱片監製獎：《永遠是你的朋友》歐丁玉、陳永明、陳慧嫻[17]
- 1989年度十大勁歌金曲頒獎典禮 － 最佳歌曲監製獎：《千千闋歌》歐丁玉、陳永明、陳慧嫻
- 1991年度叱咤樂壇流行榜頒獎典禮 － 叱咤樂壇唱片監製獎：歐丁玉
- 1991年度十大勁歌金曲頒獎典禮 － 最佳歌曲監製獎：《每天愛你多一些》歐丁玉
- 1992年度叱咤樂壇流行榜頒獎典禮 － 叱咤樂壇唱片監製獎：歐丁玉
- 1992年度第十五屆十大中文金曲 － 最佳唱片監製獎：《真情流露》歐丁玉[18]
- 1992年度十大勁歌金曲頒獎典禮 － 最佳歌曲監製獎：《真情流露》歐丁玉
- 1993年度十大勁歌金曲頒獎典禮 － 最佳歌曲監製獎：《祇想一生跟你走》歐丁玉
- 1995年度叱咤樂壇流行榜頒獎典禮 － 叱咤樂壇唱片監製大獎：歐丁玉

## 外部連結
- 欧丁玉：胆咪，要有胆味，21cn娛樂2006年3月16日